# Junior Kabananga
Junior Kabananga Kalonji (Kinshasa, 4 aprile 1989) è un ex calciatore congolese (Repubblica Democratica del Congo), di ruolo attaccante.

## Carriera

### Club
Nato a Kinshasa, inizia a giocare nel FC MK Etanchéité. Esordisce a livello professionistico con l'Anderlecht nella stagione 2010-2011 del campionato belga. Trasferitosi in prestito al Germinal Beerschot nel gennaio 2011, torna all'Anderlecht, che lascia nuovamente nel 2012 per accasarsi in prestito al Roeselare, dove trascorre la stagione 2012-2013. Nel luglio 2013 passa a titolo definitivo al Cercle Brugge.
Il 19 giugno 2015 firma per due stagioni e mezzo con l'Astana, club del campionato kazako. Segna 5 gol in 13 partite di seconda fase del campionato kazako, laureandosi campione del Kazakistan con la sua squadra, e nella stessa stagione debutta nella UEFA Champions League, dove gioca tutti i match dell'Astana, compresi i sei della fase a gironi, subentrando spesso dalla panchina.
Il 1º febbraio 2016 si trasferisce in prestito al Kardemir Karabükspor, in Turchia, fino alla fine della stagione.
Nel giugno 2016 torna all'Astana e nella seconda parte della stagione kazaka aiuta il club a vincere il double campionato-Coppa del Kazakistan, segnando 5 gol in 12 partite della stagione regolare, oltre a 3 gol in semifinale di campionato e in finale di coppa. Segna 2 gol nel girone di Europa League, contro BATĖ Borisov e Olympiacos.

### Nazionale
Esordisce con la nazionale della Rep. Democratica del Congo nel 2014.
Nel 2015 partecipa alla Coppa d'Africa, conquistando il terzo posto. Convocato anche per la Coppa d'Africa 2017, mette a segno 3 reti nella fase a gironi e gioca il quarto di finale perso contro il Ghana (2-1). Alla fine del torneo è lui il capocannoniere.

## Palmarès

### Club
- Campionato belga: 1

Anderlecht: 2011-2012
- Qazaqstan Prem'er Ligasy: 4

Astana: 2015, 2016, 2017, 2018
- Coppa del Kazakistan: 1

Astana: 2016
- Supercoppa del Kazakistan: 1

Astana: 2019
- Campionato bielorusso: 1

Šachcër Salihorsk: 2020

### Individuale
- Capocannoniere della coppa del Kazakistan: 1

2016 (3 gol)
- Capocannoniere della Coppa d'Africa: 1

Gabon 2017